# Johann Gottfried Groß von Trockau
Johann Gottfried Freiherr Groß von Trockau (* 3. Februar 1687 in Weldenstein Neuhaus; † 15. September 1750) war ein deutscher Bischof und Weihbischof in Eichstätt.
Am 7. März 1716 wurde er zum Diakon und am 11. April 1716 zum Priester für das Bistum Eichstätt geweiht. Am 8. März 1745 wurde er zum Weihbischof in Eichstätt und Titularbischof von Rosalia ernannt. Am 20. April 1745 weihte ihn Johann Anton II. von Freyberg-Hopferau zum Bischof. Am 25. Juli 1747 weihte er Johann Philipp Anton von und zu Frankenstein mit Assistenz von Christoph Nebel, Weihbischof von Mainz, und Franz Joseph Anton von Hahn, Weihbischof von Bamberg, zum Bischof von Bamberg.

## Weihehandlungen
Bekannt ist von ihm die Weihe der Filialkirche St. Andreas in Kleinalfalterbach am 12. September 1747.

## Domherrnhof Groß
Freiherr Johann Gottfried ließ 1737, als er Hofratspräsident geworden war, von Gabrieli zum Domherrnhof der Groß von Trockau in Eichstätt den Flügel an der Leuchtenbergstraße errichten.